# 尤宁县 (宾夕法尼亚州)
尤寧縣（英語：Union County，又譯聯合縣）是美国宾夕法尼亚州中部的一個縣，面積821平方公里。根據2020年美國人口普查，共有人口42,681人。縣治劉易斯堡。該縣成立於1813年3月22日，縣名指的是南北战争中北方的联邦军。